# Most kolejowy w Chodaczowie
Most kolejowy w Chodaczowie – most kolejowy na Wisłoku w Chodaczowie, przez który przebiega linia kolejowa nr 68 z Lublina do Przeworska. Położony ok. 1 km od przystanku kolejowego Tryńcza w kierunku stacji kolejowej Grodzisko Dolne (stąd niekiedy błędnie lokalizowany – w Tryńczy).
Na początku września 1939 niemiecki najeźdźca próbował zdobyć most i znajdującą się obok strażnicę kolejową, gdzie stacjonowali polscy żołnierze. Była to zwycięska dla Polaków potyczka.
6 kwietnia 1944 w wyniku akcji AK "Jula" wysadzono przęsło długości 47 metrów mostu kolejowego długości 188 m.
W 2015 wybudowano tuż obok istniejącego, zabytkowego mostu nowy 3-przęsłowy most o stalowej konstrukcji. Jest jednym z najdłuższych mostów kolejowych na Podkarpaciu. Jego długość to 209 m, a szerokość – ponad 7 m. Dzięki tej inwestycji prędkość z 10 km/h (na starym) zwiększyła się do 100 km/h (na nowym).

## Galeria

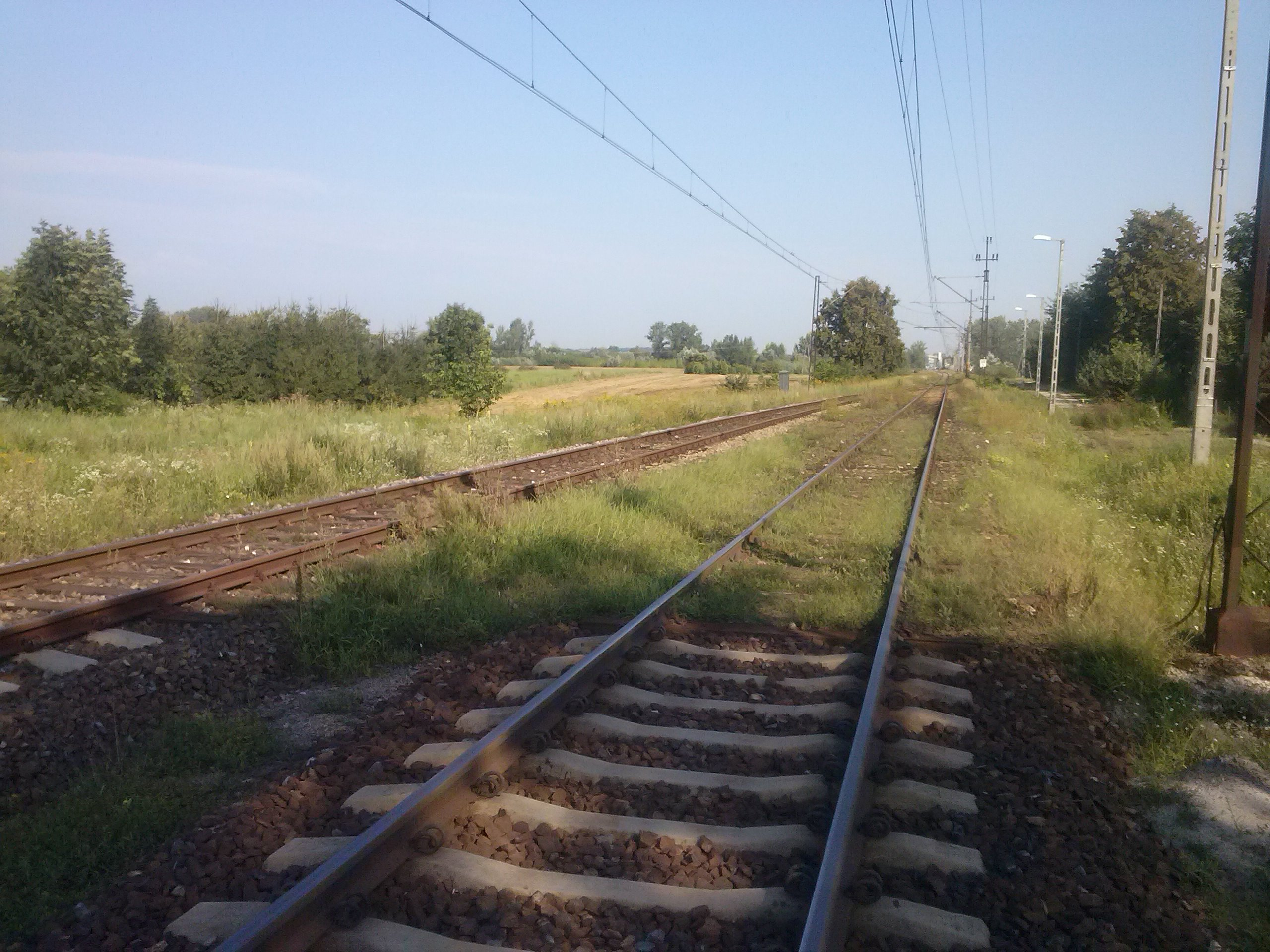
Widok z przystanku kolejowego Tryńcza w kierunku stacji kolejowej Grodzisko Dolne (w tle oba mosty - nowy i stary)
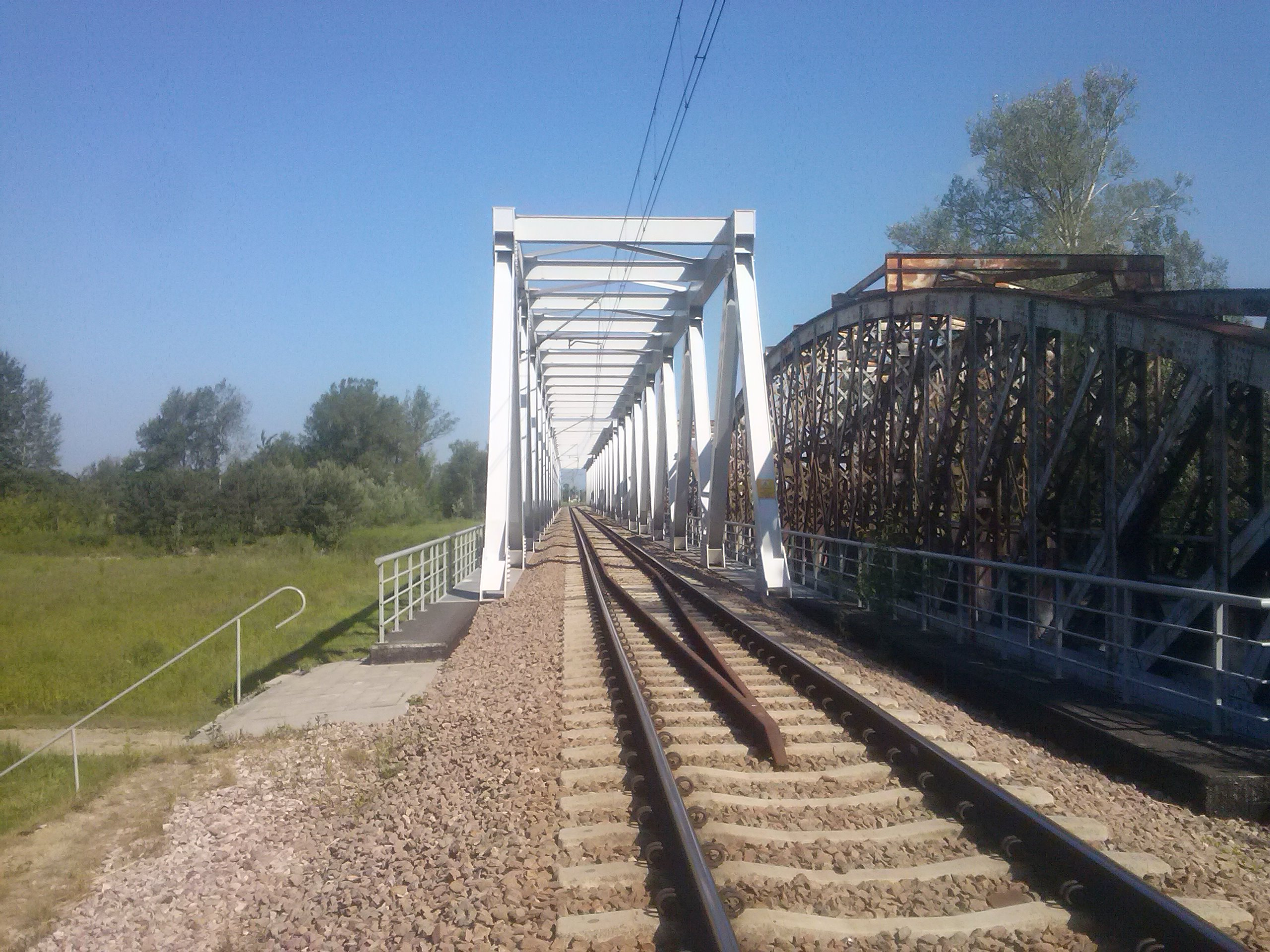
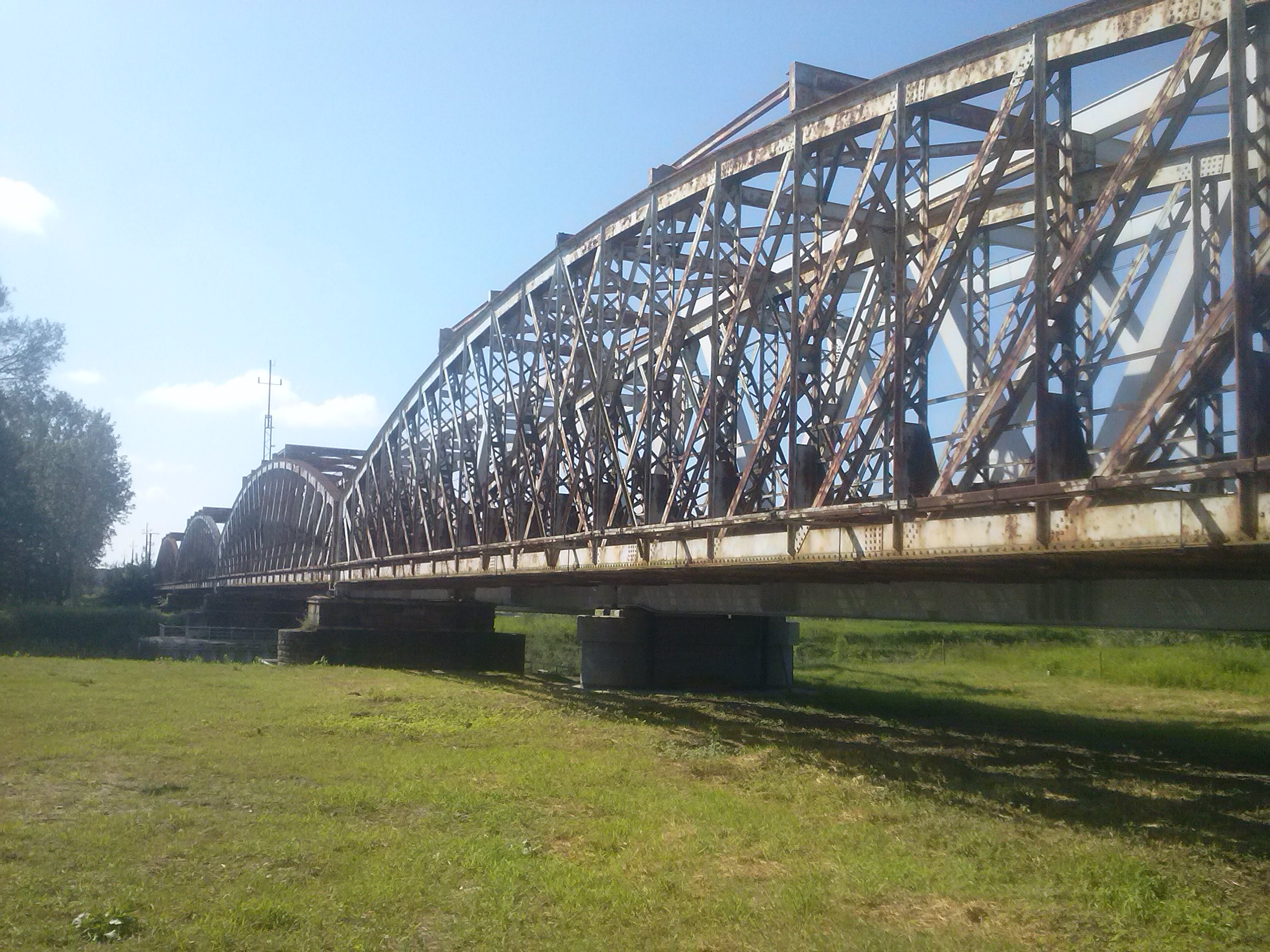
Widok od strony strażnicy kolejowej